# Cárcel de mujeres de Ventas
La Cárcel de mujeres de Ventas fue una prisión femenina de Madrid (España), inaugurada en 1933 y activa hasta 1969.

## Historia

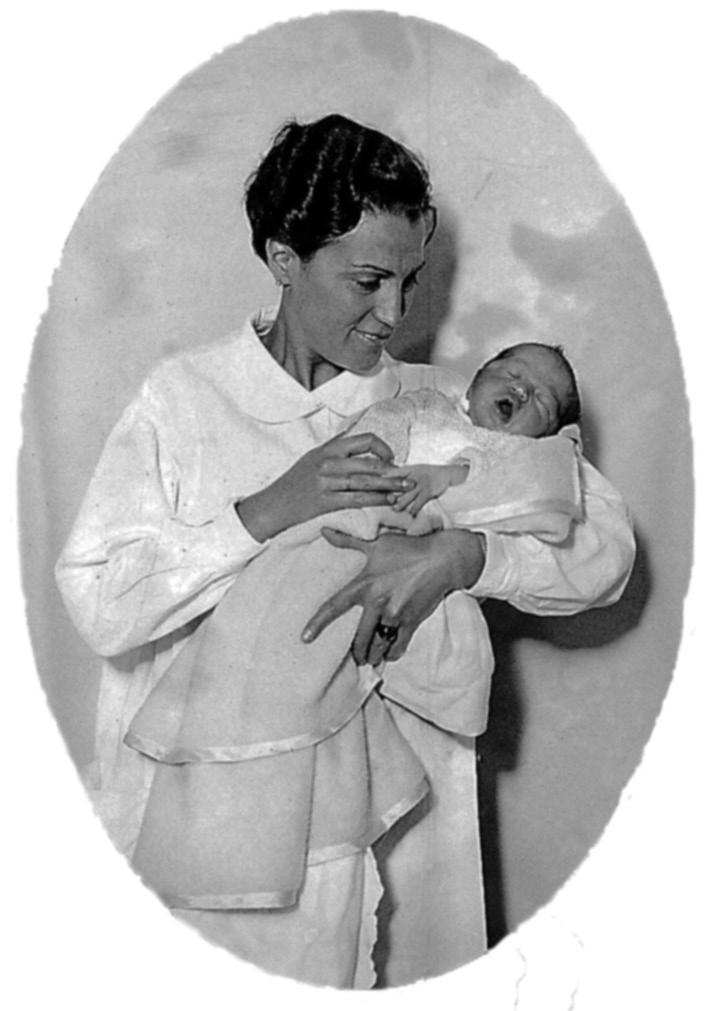
Catalina Mayoral Arroyo con el primer bebe nacido en la cárcel, foto de Alfonso Sánchez García en octubre de 1933, Mundo Gráfico.

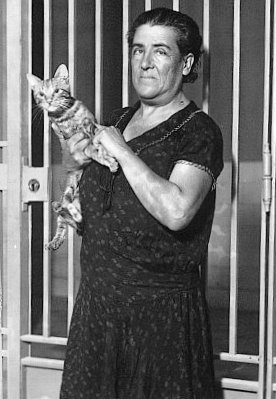
Aurora Rodríguez Carballeira, fotografiada dentro de la cárcel de mujeres de Ventas, en septiembre de 1933.

Ideada por Victoria Kent —primera directora general de Prisiones—, se puso la primera piedra el 24 de diciembre de 1931 y se inauguró en 1933, durante la Segunda República Española. El proyecto era construir una prisión modelo para mujeres, ya que anteriormente eran hacinadas en depósitos de reclusas, llamados «galeras de mujeres». Con la cárcel de Ventas, Kent se propuso dignificar la condición de la mujer reclusa de cara a su reinserción. De hecho, Catalina Mayoral Arroyo fue la primera matrona de la Cárcel de Ventas y asistió al parto a la media hora de que se inaugurase.
Tras el estallido la Guerra civil, ante el exponencial aumento de detenidos, la Dirección General de Seguridad tuvo que improvisar prisiones provisionales para aligerar la carga de la prisión principal de Madrid, la cárcel Modelo. En agosto de 1936, ya vaciada de reclusas, la Cárcel de Ventas pasó a convertirse en la Prisión provisional de hombres n.º 3, acogiendo a numerosos presos varones de otros centros. Las reclusas de Ventas fueron trasladadas a la antigua "galera" de la calle Quiñones y al Convento de Capuchinos de la Plaza del Conde de Toreno, para posteriormente ser enviadas al asilo de San Rafael y a varias prisiones valencianas. Las reclusas solamente volvieron a Ventas con el restablecimiento de la prisión femenina en agosto de 1937. Durante esta etapa, 187 presos varones fueron "sacados" de Ventas por las milicias de los partidos del Frente Popular y asesinados en Aravaca, Paracuellos y Torrejón de Ardoz, entre ellos el intelectual Ramiro de Maeztu.

### La cárcel durante la dictadura de Francisco Franco
En 1939, y tras el fin de la contienda, la dictadura franquista convirtió Ventas en un "almacén de reclusas" de pésimas condiciones, con más de cuatro mil mujeres hacinadas, muchas de ellas con niños pequeños. Durante 1939 y 1940, ochenta mujeres fueron "sacadas" de Ventas y de la prisión también femenina de la calle Claudio Coello, para ser fusiladas en las tapias exteriores del cercano Cementerio de la  Almudena.
Entre las reclusas más conocidas que hubo en la cárcel durante la inmediata posguerra estuvieron Las Trece Rosas, en su mayoría jóvenes militantes de las Juventudes Socialistas Unificadas (JSU), ejecutadas en agosto de 1939, así como la dirigente comunista Matilde Landa Vaz.
También pasaron por la cárcel Adelaida Abarca Izquierdo, Teresa Alonso Otero, Manolita del Arco, Rosa Cremón Parra, María del Carmen Cuesta Rodríguez, Petra Cuevas, Purificación de la Aldea, Rosario del Olmo, Juana Doña, Matilde Escuder Vicente, Trinidad Gallego Prieto, Ángeles García-Madrid, Claudina García Pérez, Mercedes Gómez Otero, Victoriana Herrero Barroso, María Lacrampe, María Lozano Hernández, Julia Manzanal Pérez, Catalina Mayoral Arroyo, Mercedes Núñez Targa, Paz Azzati Cutanda, Soledad Real López, María Salvo, María Sánchez Arbós, Rosario Sánchez Mora, Teresa Matilde Revaque, María Teresa Toral, Antonia Torre Yela, Nieves Torres y Josefina Amalia Villa entre otras.
La cárcel permaneció abierta hasta 1969, año en el que fue demolida para construir una urbanización residencial. El antiguo solar está ocupado actualmente por dicha urbanización así como por un parque de titularidad municipal. El terreno de la cárcel estaba delimitado por la calle Marqués de Mondéjar, donde tenía la puerta principal, y por la calle Nueva del Este, actual Rufino Blanco, del barrio de la Fuente del Berro en el Distrito de Salamanca de Madrid. El derribo supuso la destrucción de uno de los mejores ejemplos de la arquitectura racionalista de Madrid.

## Reconocimientos
En 2019, el Ayuntamiento de Madrid durante el mandato de Manuela Carmena bautizó una zona verde del distrito de Salamanca, situada entre los números 27 y 29 de la calle de Rufino Blanco con vuelta a la calle de Ramón de Aguinaga, como el Jardín de las Mujeres de Ventas en recuerdo a las reclusas de la antigua prisión femenina.

## Memoria histórica
En 1967, la política republicana Mercedes Núñez Targa escribió el libro Cárcel de Ventas en el que contó cómo era aquella prisión a partir de su propia experiencia durante el tiempo en el que estuvo presa por la dictadura.
Tomasa Cuevas, que recogió los testimonios de numerosas presas en su libro Testimonios de mujeres en las cárceles franquistas, dedicó el segundo libro a las cárceles de Ventas, Segovia y Les Corts.
En 1982, Ángeles García-Madrid publicó su libro Réquiem por la Libertad, prologado por Acacia Uceta, en el que recuerda su paso por la cárcel.
En 2017, la Concejalía de Salamanca del Ayuntamiento de Madrid impulsó la creación de un portal web que reunía documentación diversa sobre la historia de la cárcel de Ventas, así como testimonios de antiguas presas, a manera de homenaje a estas mujeres en su resistencia contra la dictadura: Ángeles García-Madrid, Manolita del Arco, Trinidad Gallego,Nieves Torres, Juana Doña, Mercedes Núñez Targa y María del Carmen Cuesta Rodríguez. Con la llegada de José Luis Martínez-Almeida del Partido Popular a la alcaldía de Madrid en 2019, el proyecto se fue abandonando, sin mantenerlo ni permitir la incorporación de información nueva hasta su cierre definitivo en junio de 2022. En ese momento, el historiador Fernando Hernández Holgado, impulsor del portal web municipal, consiguió el apoyo de la Fundación Rosa Luxemburgo y trasladó el contenido a un sitio web independiente donde seguir visibilizando la historia de la Cárcel de Ventas y de las mujeres que estuvieron allí recluidas.